# Rolf Wiedenhaupt

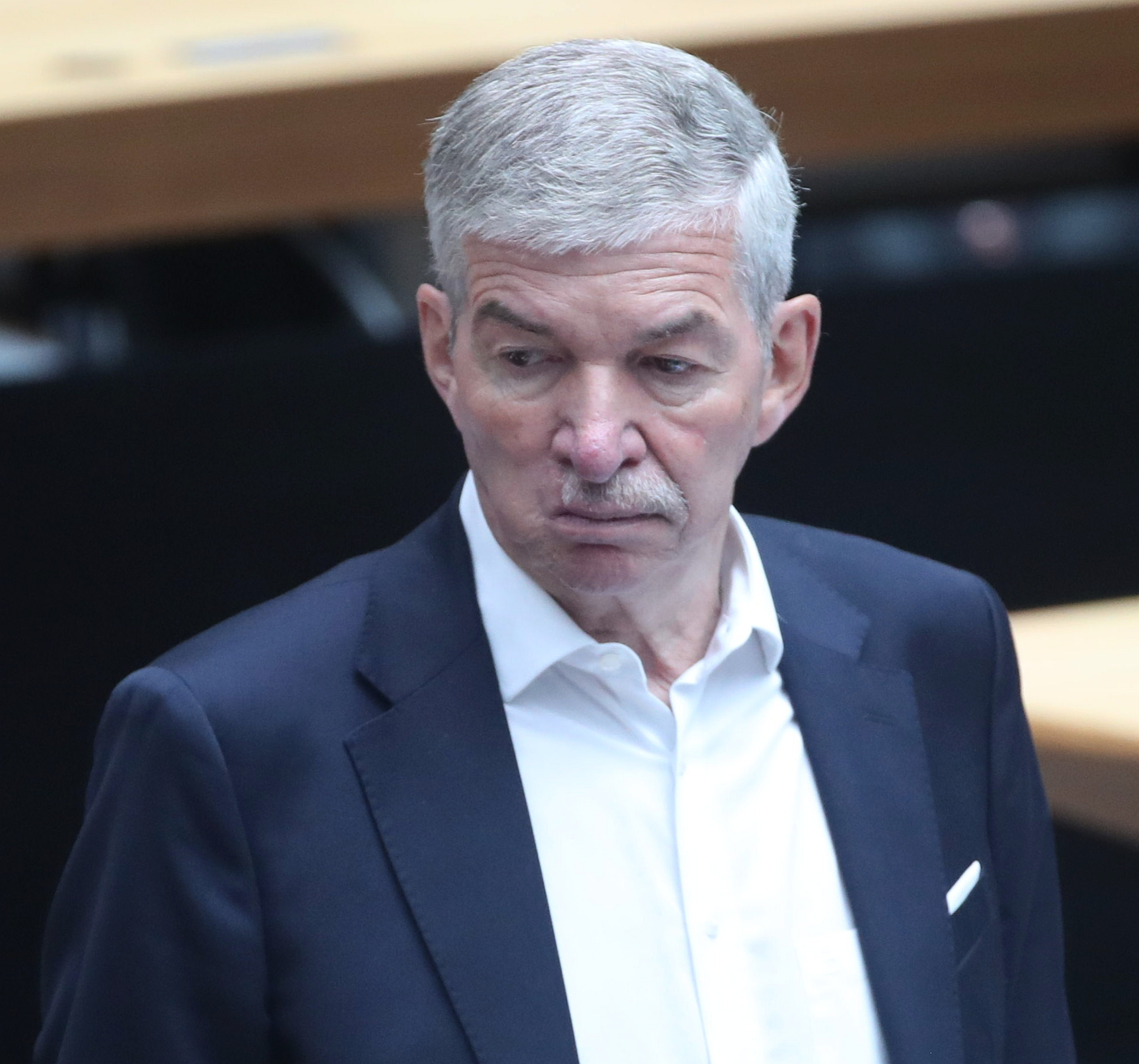
Rolf Wiedenhaupt, 2025

Rolf Thorsten Wiedenhaupt (* 4. Januar 1958 in Berlin-Tiergarten) ist ein deutscher Politiker (AfD, zuvor CDU). Seit 2023 ist er erneut Mitglied des Abgeordnetenhauses von Berlin, dem er bereits von 1985 bis 1995 angehörte.

## Leben
Wiedenhaupt wuchs in Berlin-Charlottenburg auf und legte 1976 am Canisius-Kolleg das Abitur ab. Anschließend studierte er Rechtswissenschaft an der Freien Universität Berlin. 1980 legte er das erste, 1982 das zweite juristische Staatsexamen ab. Er war als Schuhhändler tätig. 1998 wurde er wegen Steuerhinterziehung, Untreue und Konkursverschleppung zu vier Jahren und drei Monaten Haft verurteilt.

## Politik
Wiedenhaupt war zunächst Mitglied der CDU. Für diese war er von 1981 bis 1985 Mitglied in der Bezirksverordnetenversammlung (BVV) Charlottenburg. 1985 wechselte er ins Abgeordnetenhaus, wo er bis 1995 Mitglied blieb. Später wurde er Mitglied der AfD. Von 2016 bis 2023 war er Mitglied der BVV Reinickendorf und Vorsitzender der dortigen AfD-Fraktion.
Wiedenhaupt kandidierte bei der Wahl zum Abgeordnetenhaus von Berlin 2021 und der Wiederholungswahl 2023 im Wahlkreis Reinickendorf 2. Nachdem er bei der Wahl 2021 den Einzug ins Berliner Landesparlament verpasst hatte, zog er 2023 über die Landesliste ins Abgeordnetenhaus ein. Dort war er zunächst von Februar 2023 bis März 2025 stellvertretender Fraktionsvorsitzender. Seit Februar 2025 ist er Parlamentarischer Geschäftsführer der Fraktion. Außerdem ist er Sprecher für Verkehr.
Im Mai 2025 kandidierte er für den Vorsitz des Verkehrs- und Mobilitätsausschusses im Berliner Abgeordnetenhaus, wurde von den anderen Fraktionen aber nicht gewählt.